# Nikolái Rogozhkin
Nikolái Aleksándrovich Rogozhkin (en ruso: Николай Алекса́ндрович Рогожкин; 21 de diciembre de 1993 en Volvogrado — 5 de mayo de 2023) es un jugador ruso de baloncesto profesional que milita en el Cheboksarskiye Yastreby de la Liga rusa. Su posición es Pívot.

## Trayectoria
El ruso se formó en la cantera del BK Jimki ruso y destaca por su gran altura, 2,22 metros, y en 2013 campañas disputó el Europeo U20 en el que Rusia alcanzó la cuarta plaza al caer en el partido por la medalla de bronce ante España. El jugador interior es un cinco dominante muy joven aún.
En junio de 2015 el UCAM Murcia, tras tenerlo a prueba, se hace con los servicios del jugador ruso, la idea del club murciano es que el internacional sub-20 ruso se entrene durante toda la temporada con el primer equipo y pase a formar parte del conjunto filial, con el que jugaría en la campaña 2015-16.

## Clubs
- BK Jimki (2013-2015)  Rusia
- CB Murcia (2015-2017)  España
- BC Tambov (2017-2018)  Rusia
- Cheboksarskiye Yastreby (2018-presente)  Rusia